# سیارک ۴۲۷

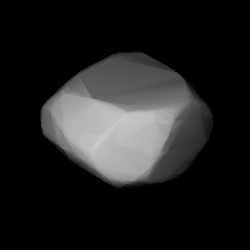
سیارک ۴۲۷

سیارک ۴۲۷ (به انگلیسی: 427 Galene، نامگذاری:1897DJ) چهارصد و بیست و هفتمین سیارک کشف شده‌است که در ۲۷ اوت ۱۸۹۷ و در نیس کشف شد.
قدر مطلق سیارک برابر ۹٫۸۰ است.